# Flavio Afranio Siagrio
Flavio Afranio Siagrio (en latín, Flavius Afranius Syagrius, nacido en torno al año 345) era un político romano. Era el padre de Papianila, madre de Tonancio Ferreolo. Descendía por el lado paterno de un senador galorromano. En el año 369 Afranio era Notario, fue Magister Memoriae en 379, se hizo procónsul de África en 379, praefectus Urbis Romae en 381, praefectus praetorio Italiae en 382 y cónsul con Flavio Claudio Antonio en 382.
Flavio era su nombre, Afranio el cognomen y Siagrio un apellido que quiere decir "el jabalí". Fue enterrado en Lugdunum, en la Galia, bajo un monumento imponente en la puerta de ciudad. Se erigió una estatua suya.
Es probablemente antepasado de Afranio Egidio y de su hijo Afranio Siagrio, así como un pariente de su precursor Flavio Siagrio, cónsul en 381, quien era un amigo y que se correspondía con Símaco, notable orador que defendía el paganismo.